# Interpol

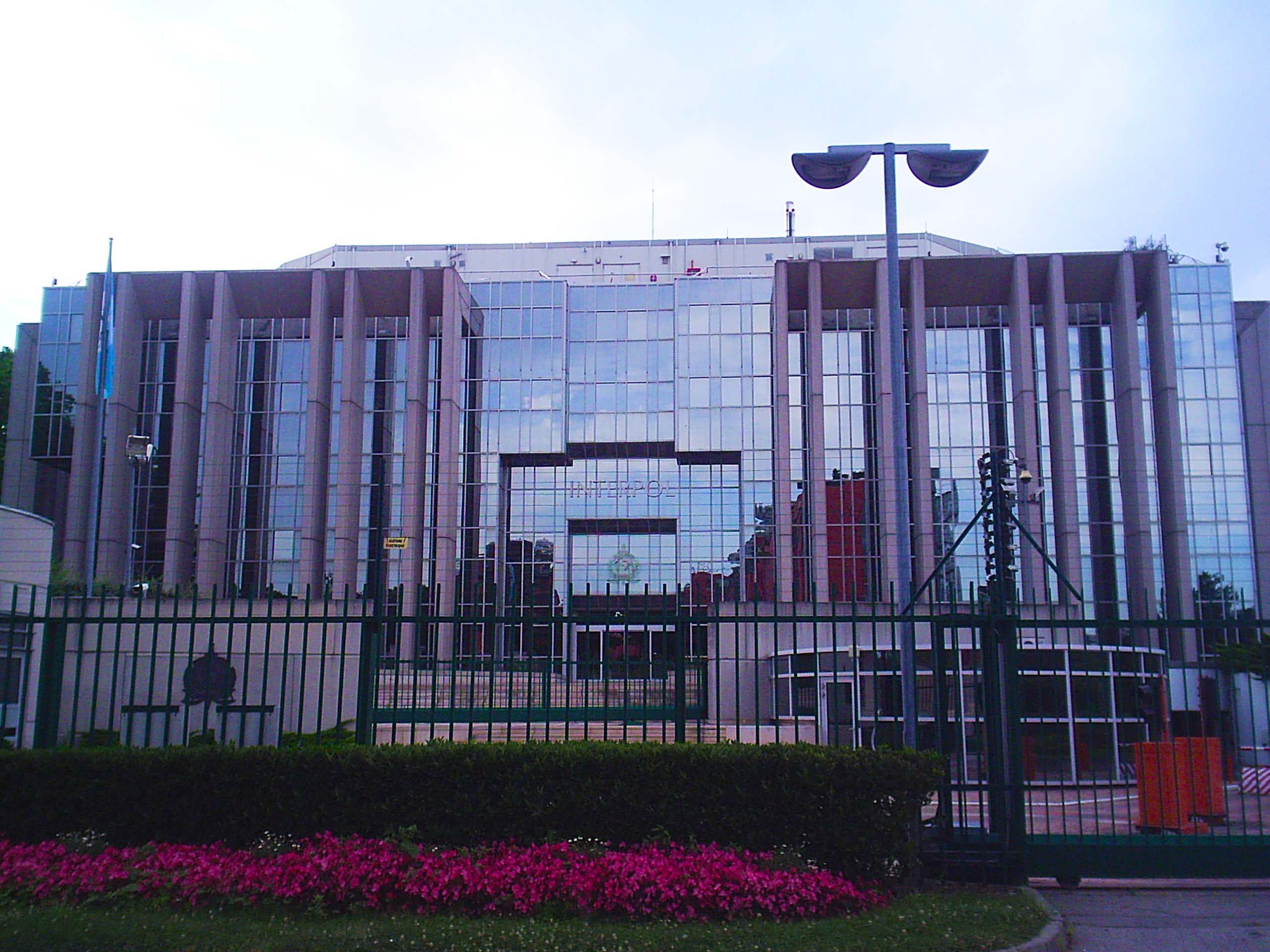
Hoofdkantoor van Interpol in Lyon

Interpol is een internationale organisatie die zich bezighoudt met het ondersteunen van politieorganisaties bij het voorkomen en bestrijden van criminaliteit. De volledige naam van Interpol is International Criminal Police Organisation (ICPO); de afkorting Interpol vindt haar oorsprong in het telexadres dat de organisatie eind jaren veertig kreeg toegekend.

## Geschiedenis
Interpol is opgericht in 1923. De inspiratie voor de oprichting werd gehaald uit de onderzoekszaak naar de seriemoordenaar Joseph Vacher. Bij die zaak werkten de verschillende districten in Frankrijk voor het eerst samen om één zaak op te lossen. Na de zaak Vacher raakten, ook buiten Frankrijk, meerdere onderzoekers en ook forensisch artsen geïnspireerd.
Van 1940 tot 1945 was Interpol gevestigd in Berlijn en fungeerde als inlichtingendienst voor de Gestapo. Na de Tweede Wereldoorlog viel Interpol in handen van de geallieerden. In 2009 waren 187 landen aangesloten bij Interpol. Hoewel Interpol formeel geen intergouvernementele organisatie is, wordt ze sinds 1971 wel als zodanig door de Verenigde Naties beschouwd. In november 2012 hebben de lidstaten de Française Mireille Ballestrazzi verkozen tot presidente van de organisatie. Op 10 november 2016 is de Chinees Meng Hongwei haar opgevolgd, om op 7 oktober 2018 vervroegd af te treden. Zijn post zal tijdelijk worden waargenomen door de Koreaan Kim Jong-yang. De Duitser Jürgen Stock is sinds 2014 secretaris-generaal van Interpol.

## Taak en organisatie
De primaire activiteit van Interpol is het faciliteren van de informatie-uitwisseling tussen de politiediensten van de aangesloten landen. Daarnaast houdt Interpol databases bij van gezochte personen, gestolen voorwerpen en allerhande opsporingsinformatie. Ook assisteert ze de aangesloten politiediensten bij het analyseren van informatie. Het hoofdkantoor van Interpol is gevestigd in Lyon, Frankrijk en elk aangesloten land heeft een Nationaal Centraal Bureau (NCB) dat de communicatie met het hoofdkantoor en de andere NCB's onderhoudt. Het kantoor in Nederland zit in Den Haag.
Op de NCB's werken politiemensen van het betreffende land, zij zijn niet in dienst van Interpol. Het Nederlandse NCB Interpol is ondergebracht bij de DLIO van de Nationale Politie.

## Belangrijkste functies van Interpol

### Veilig internationaal communicatiesysteem
De mogelijkheid van de politie om essentiële gegevens snel en veilig uit te wisselen is een hoeksteen voor efficiënte internationale wetshandhaving. Daarom ontwikkelde Interpol het I-24/7, een mondiaal politiecommunicatiesysteem.
Het systeem verbindt het Interpol Secretariaat-generaal in Lyon, de nationale Centrale Diensten (NCB's) van de lidstaten en de regionale bureaus. Op deze manier wordt er een wereldwijd netwerk gecreëerd voor de doorstroming en uitwisseling van politie-informatie en kunnen gerechtelijke diensten van de verschillende lidstaten onmiddellijke toegang krijgen tot deze database.
Interpol wil ervoor zorgen dat de gebruikers volledig gebruik kunnen maken van het I-24/7-systeem door nieuwe diensten en trainingsprogramma's te ontwikkelen. In juni 2006 waren er al 183 landen en 25 extra-diensten met elkaar verbonden. Interpol telt 192 lidstaten.
Voor landen die geen verbinding kunnen maken wegens technische of financiële beperkingen is er een verfijnd en relatief goedkoop satellietsysteem beschikbaar.

### Operationele datadiensten en gegevensbestanden voor de politie
Om internationale misdaad tegen te gaan is het belangrijk dat de politie toegang krijgt tot informatie die nuttig kan zijn voor lopend onderzoek of die kan helpen bij de preventie van criminaliteit. Daarvoor zijn verschillende databanken ontwikkeld die toegankelijk zijn voor de Interpoldiensten in alle lidstaten via zijn I-24/7 communicatiesysteem. Deze databanken bevatten informatie over bijvoorbeeld verdachte terroristen, vingerafdrukken, DNA-profielen en gestolen kunstwerken.
Ook de identificatie van overleden personen zonder papieren is een politietaak. Door de globalisering gaat het steeds vaker over vreemdelingen, en is de opsporing een zaak van internationale samenwerking. Interpol beschikt sinds 2004 over een databank met DNA-profielen van vermiste personen, bijvoorbeeld verkregen uit de tandenborstel of de haarborstel van de vermiste. Wanneer zulk direct materiaal niet beschikbaar is, kan worden teruggevallen op DNA-profielen van directe familieleden: ouders, kinderen, broers of zusters. Interpol slaat dit materiaal op in de I Familia databank. DNA-materiaal van aangetroffen lijken kan worden vergeleken met de in de databank aanwezige familieprofielen.

### Rode lijst

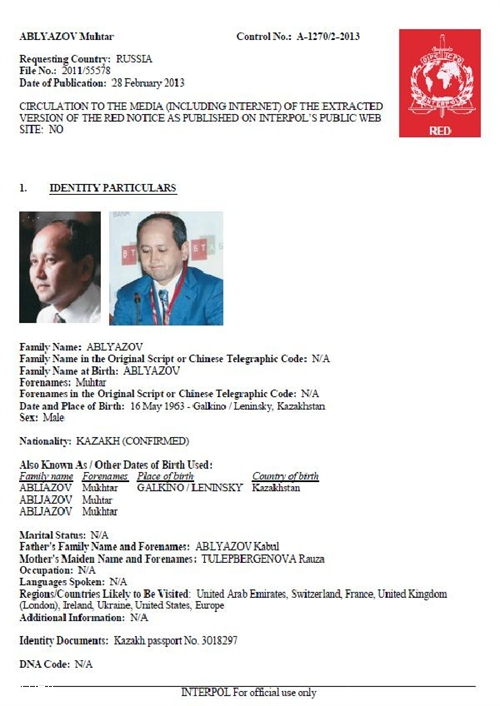
Een Red notice voor Mukhtar Ablyazov

Voortvluchtige misdadigers worden op de internationale opsporingslijst gezet. Dictaturen en autoritaire regimes maken echter vaak gebruik van deze "rode lijst" om politieke dissidenten, journalisten en andere tegenstanders te vervolgen.

### Operationele ondersteuningsdiensten voor de politie
Interpol wil de rol van NCB's en regionale bureaus verbeteren en de ontvankelijkheid van het Secretariaat-generaal verhogen. Dit omvat de ontwikkeling van steun bij noodsituaties en de ontwikkeling van operationele activiteiten die gericht zijn op de belangrijkste misdaadgebieden: vluchtelingen, openbare veiligheid en terrorisme, drugs en georganiseerde misdaad, mensenhandel en financiële en high-techcriminaliteit.
Het Command and Co-ordination Centre (CCC) dient als eerste aanspreekpunt voor lidstaten die met een crisissituatie geconfronteerd worden. Deze werken 24 uur op 24 in 4 officiële talen (Engels, Frans, Spaans en Arabisch). Het CCC controleert nieuwskanalen en Interpolberichten die tussen lidstaten worden verstuurd om er zeker van te zijn dat alle middelen van de organisatie klaar en beschikbaar zijn wanneer en waar het nodig is.
Als een terroristische aanval of een natuurramp zich voordoet, zorgen het CCC en de Crisis Support Group voor de coördinatie van de reactie van de organisatie. Alle berichten en informatie- en hulpvragen van de betrokken lidstaten worden met de hoogste prioriteit behandeld.
Daarnaast kunnen Incident Response teams binnen enkele uren naar het getroffen gebied gestuurd worden. Het CCC kan ook een coördinerende rol opnemen als de ramp meerdere lidstaten treft of wanneer de capaciteit van de lidstaat onvoldoende blijkt te zijn.
Een andere component van deze functie is het berichtsysteem van Interpol. Dit systeem alarmeert en informeert de politie over vluchtelingen, vermeende terroristen, gevaarlijke misdadigers, vermiste personen of wapendreiging. De berichten worden onderverdeeld in verschillende types. Ofwel worden ze verdeeld in kleurcodes:
- rood voor de (voorlopige) aanhouding van personen die gezocht worden, met het oog op uitlevering
- blauw om aanvullende informatie te verkrijgen over de identiteit van een persoon of illegale activiteiten in verband met een misdrijf
- groen als waarschuwing en om inlichtingen te verstrekken over personen die strafbare feiten hebben gepleegd en deze waarschijnlijk zullen herhalen in andere landen
- geel om te helpen bij de opsporing van vermiste personen (vooral minderjarigen) of om te helpen bij de identificatie van personen die zichzelf niet kunnen identificeren
- zwart om informatie te verkrijgen over niet-geïdentificeerde lichamen
- oranje om de politie, de overheid en internationale instellingen te waarschuwen over gevaarlijke materialen, criminele feiten en gebeurtenissen die de openbare veiligheid kunnen bedreigen;

ofwel krijgen ze het type 'Interpol-United Nations Speciaal Bericht' opgeplakt. Dit laatste type wordt toegekend aan berichten in verband met individuen of groepen die geviseerd worden door sancties van de VN tegen Al Qaeda en de Taliban.

Lidstaten van Interpol
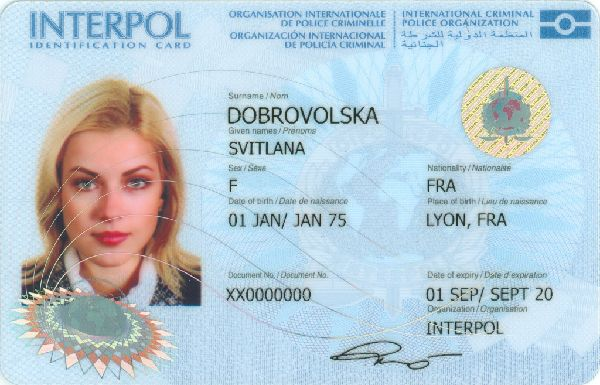
Interpol-identiteitskaart

## Financiering en private sponsoring
Het budget van Interpol is hoofdzakelijk afkomstig van landenbijdragen. Vanaf 2011 ging Interpol werken met "extern gefinancierde projecten". Daarvoor sloot het overeenkomsten af met multinationals en andere private "partners". In 2013 was het aandeel ervan al opgelopen tot ruim een kwart van haar inkomsten (78 miljoen euro). Ook bijdragen in natura waren welkom, zoals detachering van werknemers en terbeschikkingstelling van gebouwen of software. In de internationale pers rezen vragen over het gebrek aan transparantie van dit systeem en de risico's op belangenverstrengeling.
Vooral de deal met tabaksgigant Philip Morris International lag onder vuur. Interpol kreeg 15 miljoen euro om drie jaar lang actie te ondernemen tegen namaak. De Wereldgezondheidsorganisatie besliste dat jaar om Interpol niet uit te nodigen op de Tabaksconventie.
Ook de afspraken met Sanofi, Eli Lilly en 27 andere farmabedrijven over de bestrijding van valse medicatie werden bekritiseerd. Het Russische Kaspersky Lab financierde in 2014 de uitrusting van het Interpol Global Complex for Innovation (IGCI) in Singapore.
De FIFA had Interpol 20 miljoen euro toegezegd voor de bestrijding van fraude en corruptie in de voetbalwereld gedurende tien jaar (2011-2021). Bij het losbarsten van de corruptiezaak bij FIFA in 2015 bleek dat de Amerikaanse en Zwitserse speurders geen medewerking van Interpol hadden gezocht.

## Verdwijning president
Op 6 oktober 2018 bleek dat de president van Interpol, Meng Hongwei op 29 september 2018 bij zijn aankomst voor een bezoek in zijn geboorteland China door de autoriteiten aangehouden was in verband met een corruptie-onderzoek. Meng vertrok op 25 september vanuit Lyon en had sindsdien niets meer van zich laten horen en ook niet gereageerd op oproepen. Interpol heeft China formeel om informatie gevraagd over de verdwenen topman. De vermissing is door zijn vrouw gemeld bij de Franse autoriteiten.
Interpol heeft inmiddels meegedeeld dat Meng zijn ontslag heeft ingediend en dat de Koreaan Kim Jong-yang hem tijdelijk vervangt. Op 21 november 2018 werd Kim door de Algemene Vergadering voor de resterende twee jaar van Mengs termijn tot president verkozen.

## Lijst van presidenten en secretarissen-generaal

### President
| Land                         | Naam                                | periode    |
| ---------------------------- | ----------------------------------- | ---------- |
| Oostenrijk                   | Johann Schober                      | 1923–1932  |
| Oostenrijk                   | Franz Brandl                        | 1932–1934  |
| Oostenrijk                   | Eugen Seydel                        | 1934–1935  |
| Oostenrijk                   | Michael Skubl                       | 1935–1938  |
| nazi-Duitsland               | Otto Steinhäusl                     | 1938–1940  |
| nazi-Duitsland               | Reinhard Heydrich                   | 1940–1942  |
| nazi-Duitsland               | Arthur Nebe                         | 1942–1943  |
| nazi-Duitsland               | Ernst Kaltenbrunner                 | 1943–1945  |
| België                       | Florent Louwage                     | 1945–1956  |
| Portugal                     | Agostinho Lourenço                  | 1956–1960  |
| Verenigd Koninkrijk          | Richard Jackson                     | 1960–1963  |
| Finland                      | Fjalar Jarva                        | 1963–1964  |
| België                       | Firmin Franssen                     | 1964–1968  |
| West-Duitsland               | Paul Dickopf                        | 1968–1972  |
| Canada                       | William Leonard Higgitt             | 1972–1976  |
| Zweden                       | Carl Persson                        | 1976–1980  |
| Filipijnen                   | Jolly Bugarin                       | 1980–1984  |
| Verenigde Staten             | John Simpson                        | 1984–1988  |
| Frankrijk                    | Ivan Barbot                         | 1988–1992  |
| Canada                       | Norman Inkster                      | 1992–1994  |
| Zweden                       | Björn Eriksson                      | 1994–1996  |
| Japan                        | Toshinori Kanemoto                  | 1996–2000  |
| Spanje                       | Jesús Espigares Mira                | 2000–2004  |
| Zuid-Afrika                  | Jackie Selebi                       | 2004–2008  |
| Chili                        | Arturo Herrera Verdugo (waarnemend) | 2008       |
| Singapore                    | Khoo Boon Hui                       | 2008–2012  |
| Frankrijk                    | Mireille Ballestrazzi               | 2012–2016  |
| China                        | Meng Hongwei                        | 2016–2018  |
| Zuid-Korea                   | Kim Jong-yang                       | 2018–2021  |
| Verenigde Arabische Emiraten | Ahmed Naser al-Raisi                | 2021-heden |

### Secretaris-generaal
| Land                | Naam            | periode    |
| ------------------- | --------------- | ---------- |
| Oostenrijk          | Oskar Dressler  | 1923–1946  |
| Frankrijk           | Louis Ducloux   | 1946–1951  |
| Frankrijk           | Marcel Sicot    | 1951–1963  |
| Frankrijk           | Jean Népote     | 1963–1978  |
| Frankrijk           | André Bossard   | 1978–1985  |
| Verenigd Koninkrijk | Raymond Kendall | 1985–2000  |
| Verenigde Staten    | Ronald Noble    | 2000–2014  |
| Duitsland           | Jürgen Stock    | 2014-2024  |
| Brazilië            | Valdecy Urquiza | 2024-heden |